# Conferencia Episcopal Española
La Conferencia Episcopal Española (CEE) es una institución administrativa y de carácter permanente integrada por todos los obispos de las diócesis de España y Andorra, bajo la autoridad del papa.

## Base magisterial
El origen de las conferencias episcopales se remonta al Concilio Vaticano II, durante el cual, se empezó a concebir la creación de una institución que agrupara a los obispos de una nación o territorio determinado para el ejercico conjunto de algunas funciones. 
Existen un total de 113 Conferencias Episcopales en el mundo, regidas por una serie de documentos: 
- Constitución Dogmática Lumen Gentium (23): Primera mención al papel de las Conferencias episcopales, cuyo objetivo es promover una colegialidad que tenga una aplicación concreta.[1]

- Decreto conciliar Christus Dominus (37-38): Manifiesta la importancia de las Conferencias Episcopales en el mundo y establece su noción, estructura y competencia.[2]
- Directorio Eclesiae Imago (211): Elaborado por la Congregación para los Obispos, reafirma el papel fundamental de las conferencias episcopales para el fomento de la colegialidad.[3]
- Motu proprio Eclesiae Sanctae (41): Sobre la noción, estructura y competencia de las conferencias episcopales que establece el decreto Christus Dominus.[4]
- Motu proprio Apostolos Suos: Profundiza en el carácter teológico y jurídico de las conferencias episcopales.[3]
- Código de Derecho Canónico (cc.447-459): La revisión del Código de Derecho Canónico en 1983 oficializó el papel de las conferencias episcopales.[5]

## Historia

### Antecedentes
Anteriormente a la celebración del Concilio Vaticano II (1962-1965), las conferencias episcopales tuvieron su precedente en las asambleas de obispos ya existentes en algunos países. Muchas de ellas contaban con el antecedente de la celebración de sínodos o concilios provinciales que se remontan varios siglos atrás. 
En España, durante el siglo XIX y primeros años del XX se llevaron a cabo algunas actuaciones colectivas de los obispos. Estas desembocarían en la creación de la Junta o Conferencia de Metropolitanos. La primera reunión se celebró en Madrid en 1921, siendo presidida por el cardenal Enrique Almaraz Santos, arzobispo de Toledo y primado de España. Los arzobispos metropolitanos celebraron una serie de reuniones, reguladas por el reglamento de su Junta, aprobado por la Santa Sede en 1929.
Durante la Segunda República las reuniones se celebraron dos veces al año. El estallido de la guerra civil impidió la celebración de estas hasta mayo de 1939, y durante la postguerra hasta 1946. En 1955 se aprobaron los estatutos del Secretariado del Episcopado Español y posteriormente fueron surgiendo diversas comisiones episcopales y secretariados. La última reunión de la Junta de Metropolitanos se celebró el 30 de enero de 1965.

### Constitución
El 30 de abril de 1965, meses antes de la clausura del Concilio Vaticano II, se celebró en Madrid una reunión presidida por el cardenal Enrique Plá y Deniel, arzobispo de Toledo y primado de España. Su objetivo fue estudiar un primer borrador de Estatutos para la creación de la Conferencia Episcopal, que quedó finalizado en el mes de noviembre. Esto respondía al inminente proceso de institucionalización de las asambleas de obispos de otros países países.
Del 26 de febrero al 4 de marzo de 1966 se celebró la primera Asamblea Plenaria de la Conferencia Episcopal Española en la Casa de Ejercicios de El Pinar de Chamartín (Madrid). Esta estuvo compuesta por setenta obispos, presididos por el cardenal Plá y Deniel. El  27 de febrero, se aprobaron los primeros estatutos, que fueron ratificados por Pablo VI "ad quinquenium" (por cinco años). Al día siguiente, el cardenal arzobispo de Santiago de Compostela, Fernando Quiroga Palacios, fue elegido primer presidente. El 1 de marzo, se celebró la ceremonia de constitución oficial.
La Conferencia Episcopal Española fue constituida por rescripto de la Sagrada Congregación Consistorial, protocolo N 1.047/64, del 3 de octubre de 1966. Goza de personalidad jurídica pública eclesiástica y civil en virtud del Acuerdo sobre Asuntos Jurídicos, del 3 de enero de 1979, entre la Santa Sede y el Estado español.
El 5 de febrero de 1977 los estatutos recibieron el reconocimiento definitivo por decreto de la Congregación para los Obispos. La LI Asamblea Plenaria aprobó en noviembre de 1989 la modificación de algunos artículos, confirmada por la Congregación para los Obispos mediante decreto del 5 de febrero de 1991. La última renovación fue aprobada por la XCII Asamblea Plenaria de la Conferencia Episcopal Española (24-28 de noviembre de 2008), y confirmado por decreto de la Congregación para los Obispos de 19 de diciembre del mismo año.

## Divisiones eclesiásticas
Territorialmente, el sistema diocesano de la Iglesia católica en España divide al país en 70 diócesis (14 de ellas archidiócesis), cada una a cargo de un obispo (o arzobispo). Estas, a su vez, se reúnen en catorce provincias eclesiásticas, cada cual a cargo de su respectivo arzobispo. Además existen dos jurisdicciones personales: un ordinariato militar para asistir a las fuerzas armadas y un ordinariato de rito oriental para los fieles de este culto.

### Listado de las diócesis españolas
|                                                                       |                              |                                |  |  |  |  |
| Provincia Eclesiástica                                                | Archidiócesis metropolitanas | Diócesis sufragáneas           |  |  |  |  |
| Barcelona                                                             | Barcelona                    | San Feliú de Llobregat         |  |  |  |  |
| Barcelona                                                             | Barcelona                    | Tarrasa                        |  |  |  |  |
|                                                                       |                              |                                |  |  |  |  |
| Burgos                                                                | Burgos                       | Bilbao                         |  |  |  |  |
| Burgos                                                                | Burgos                       | Osma-Soria                     |  |  |  |  |
| Burgos                                                                | Burgos                       | Palencia                       |  |  |  |  |
| Burgos                                                                | Burgos                       | Vitoria                        |  |  |  |  |
|                                                                       |                              |                                |  |  |  |  |
| Granada                                                               | Granada                      | Almería                        |  |  |  |  |
| Granada                                                               | Granada                      | Cartagena                      |  |  |  |  |
| Granada                                                               | Granada                      | Guadix                         |  |  |  |  |
| Granada                                                               | Granada                      | Jaén                           |  |  |  |  |
| Granada                                                               | Granada                      | Málaga                         |  |  |  |  |
|                                                                       |                              |                                |  |  |  |  |
| Madrid                                                                | Madrid                       | Alcalá de Henares              |  |  |  |  |
| Madrid                                                                | Madrid                       | Getafe                         |  |  |  |  |
|                                                                       |                              |                                |  |  |  |  |
| Mérida-Badajoz                                                        | Mérida-Badajoz               | Coria-Cáceres                  |  |  |  |  |
| Mérida-Badajoz                                                        | Mérida-Badajoz               | Plasencia                      |  |  |  |  |
|                                                                       |                              |                                |  |  |  |  |
| Oviedo                                                                | Oviedo                       | León                           |  |  |  |  |
| Oviedo                                                                | Oviedo                       | Santander                      |  |  |  |  |
| Oviedo                                                                | Oviedo                       | Astorga                        |  |  |  |  |
|                                                                       |                              |                                |  |  |  |  |
| Pamplona y Tudela                                                     | Pamplona y Tudela            | Calahorra y La Calzada-Logroño |  |  |  |  |
| Pamplona y Tudela                                                     | Pamplona y Tudela            | Jaca                           |  |  |  |  |
| Pamplona y Tudela                                                     | Pamplona y Tudela            | San Sebastián                  |  |  |  |  |
|                                                                       |                              |                                |  |  |  |  |
| Santiago de Compostela                                                | Santiago de Compostela       | Lugo                           |  |  |  |  |
| Santiago de Compostela                                                | Santiago de Compostela       | Mondoñedo-Ferrol               |  |  |  |  |
| Santiago de Compostela                                                | Santiago de Compostela       | Orense                         |  |  |  |  |
| Santiago de Compostela                                                | Santiago de Compostela       | Tuy-Vigo                       |  |  |  |  |
|                                                                       |                              |                                |  |  |  |  |
| Sevilla                                                               | Sevilla                      | Asidonia-Jerez                 |  |  |  |  |
| Sevilla                                                               | Sevilla                      | Cádiz y Ceuta                  |  |  |  |  |
| Sevilla                                                               | Sevilla                      | Córdoba                        |  |  |  |  |
| Sevilla                                                               | Sevilla                      | Huelva                         |  |  |  |  |
| Sevilla                                                               | Sevilla                      | Canarias                       |  |  |  |  |
| Sevilla                                                               | Sevilla                      | San Cristóbal de La Laguna     |  |  |  |  |
|                                                                       |                              |                                |  |  |  |  |
| Tarragona                                                             | Tarragona                    | Gerona                         |  |  |  |  |
| Tarragona                                                             | Tarragona                    | Lérida                         |  |  |  |  |
| Tarragona                                                             | Tarragona                    | Solsona                        |  |  |  |  |
| Tarragona                                                             | Tarragona                    | Tortosa                        |  |  |  |  |
| Tarragona                                                             | Tarragona                    | Urgel                          |  |  |  |  |
| Tarragona                                                             | Tarragona                    | Vich                           |  |  |  |  |
|                                                                       |                              |                                |  |  |  |  |
| Toledo                                                                | Toledo                       | Albacete                       |  |  |  |  |
| Toledo                                                                | Toledo                       | Ciudad Real                    |  |  |  |  |
| Toledo                                                                | Toledo                       | Cuenca                         |  |  |  |  |
| Toledo                                                                | Toledo                       | Sigüenza-Guadalajara           |  |  |  |  |
|                                                                       |                              |                                |  |  |  |  |
| Valencia                                                              | Valencia                     | Ibiza                          |  |  |  |  |
| Valencia                                                              | Valencia                     | Mallorca                       |  |  |  |  |
| Valencia                                                              | Valencia                     | Menorca                        |  |  |  |  |
| Valencia                                                              | Valencia                     | Orihuela-Alicante              |  |  |  |  |
| Valencia                                                              | Valencia                     | Segorbe-Castellón              |  |  |  |  |
|                                                                       |                              |                                |  |  |  |  |
| Valladolid                                                            | Valladolid                   | Ávila                          |  |  |  |  |
| Valladolid                                                            | Valladolid                   | Ciudad Rodrigo                 |  |  |  |  |
| Valladolid                                                            | Valladolid                   | Salamanca                      |  |  |  |  |
| Valladolid                                                            | Valladolid                   | Segovia                        |  |  |  |  |
| Valladolid                                                            | Valladolid                   | Zamora                         |  |  |  |  |
|                                                                       |                              |                                |  |  |  |  |
| Zaragoza                                                              | Zaragoza                     | Barbastro-Monzón               |  |  |  |  |
| Zaragoza                                                              | Zaragoza                     | Huesca                         |  |  |  |  |
| Zaragoza                                                              | Zaragoza                     | Tarazona                       |  |  |  |  |
| Zaragoza                                                              | Zaragoza                     | Teruel y Albarracín            |  |  |  |  |
|                                                                       |                              |                                |  |  |  |  |
| 14 provincias eclesiásticas                                           | 14 archidiócesis             | 55 diócesis                    |  |  |  |  |
| Otras jurisdicciones                                                  |                              |                                |  |  |  |  |
| Arzobispado Castrense de España                                       |                              |                                |  |  |  |  |
| Ordinariato para los fieles católicos orientales residentes en España |                              |                                |  |  |  |  |
| Fuente: Conferencia Episcopal Española                                |                              |                                |  |  |  |  |

## Miembros
Según el artículo 2 de los estatutos de la Conferencia Episcopal Española (CEE), son miembros de pleno derecho los arzobispos y obispos diocesanos; el arzobispo castrense; los arzobispos y obispos coadjutores y auxiliares; los administradores apostólicos y los administradores diocesanos; además de los arzobispos y obispos titulares y eméritos con cargo especial en el ámbito nacional, encomendado por la Santa Sede o por la Conferencia Episcopal. Todos los obispos españoles con cargo pastoral tienen voz y voto en las asambleas plenarias; los obispos eméritos (jubilados), sin cargo pastoral, solamente con voto consultivo. Los cargos se eligen por tres años (trienio), no pudiendo sobrepasar tres mandatos, excepto el secretario general que se elige para cinco años (quinquenio).

### Mujeres en la Conferencia Episcopal
El 1 de marzo de 2020 colectivos de mujeres de la Iglesia se concentraron frente a las catedrales de distintas ciudades españolas, entre ellas la Catedral de la Almudena para pedir "una reforma profunda" en la Iglesia que acabe con la "discriminación" y reclamar "voz y voto" en las estructuras eclesiales para que no haya "nunca más" una Conferencia Episcopal Española sin mujeres.
En julio de 2020 se nombró a tres mujeres: María Francisca Sánchez Vara, directora de la Secretaría de la Subcomisión para Migraciones y la Movilidad Humana -primera laica directora en el organigrama de la CEE y previamente responsable del departamento de trata de personas-, la religiosa teresiana Raquel Pérez Sanjuán en la dirección de la Comisión Episcopal para la Educación y la Cultura - actual directora de la Subcomisión de Universidades - y María José Tuñón, también laica, nueva directora de la Comisión Episcopal para la Vida Consagrada.

### Presidentes
A lo largo de la historia de esta Conferencia Episcopal los obispos que la han presidido han sido:
| Presidentes |                                                                         |                                                      |                       |        |
| Foto        | Obispo                                                                  | Desde                                                | Hasta                 | Escudo |
|             | Fernando Quiroga Palacios, cardenal arzobispo de Santiago de Compostela | 28 de febrero de 1966                                | 25 de febrero de 1968 |        |
|             | Casimiro Morcillo González, arzobispo de Madrid-Alcalá                  | 25 de febrero de 1968                                | 30 de mayo de 1971    |        |
|             | Vicente Enrique y Tarancón, cardenal arzobispo de Madrid-Alcalá         | 30 de mayo de 1971 (en funciones) 7 de marzo de 1972 | 23 de febrero de 1981 |        |
|             | Gabino Díaz Merchán, arzobispo de Oviedo                                | 23 de febrero de 1981                                | 24 de febrero de 1987 |        |
|             | Ángel Suquía Goicoechea, cardenal arzobispo de Madrid                   | 24 de febrero de 1987                                | 16 de febrero de 1993 |        |
|             | Elías Yanes Álvarez, arzobispo de Zaragoza                              | 16 de febrero de 1993                                | 2 de marzo de 1999    |        |
|             | Antonio María Rouco Varela, cardenal arzobispo de Madrid                | 2 de marzo de 1999                                   | 8 de marzo de 2005    |        |
|             | Ricardo Blázquez Pérez, obispo de Bilbao                                | 8 de marzo de 2005                                   | 4 de marzo de 2008    |        |
|             | Antonio María Rouco Varela, cardenal arzobispo de Madrid                | 4 de marzo de 2008                                   | 12 de marzo de 2014   |        |
|             | Ricardo Blázquez Pérez, cardenal arzobispo de Valladolid                | 12 de marzo de 2014                                  | 3 de marzo de 2020    |        |
|             | Juan José Omella, cardenal arzobispo de Barcelona                       | 3 de marzo de 2020                                   | 5 de marzo de 2024    |        |
|             | Luis Argüello García, arzobispo de Valladolid                           | 5 de marzo de 2024                                   | En el cargo           |        |

### Vicepresidentes
| Vicepresidentes | |                    |             |        |
| Foto            | Obispo | Desde              | Hasta       | Escudo |
|                 | Casimiro Morcillo González, arzobispo de Madrid-Alcalá                                                          | 1 de marzo de 1966 | 1969        |        |
|                 | Vicente Enrique y Tarancón, cardenal arzobispo de Toledo (1969-1971) y cardenal arzobispo de Madrid (1971-1983) | 1969               | 1972        |        |
|                 | José María Bueno Monreal, cardenal arzobispo de Sevilla                                                         | 1972               | 1978        |        |
|                 | José María Cirarda Lachiondo, arzobispo de Pamplona                                                             | 1978               | 1981        |        |
|                 | José Delicado Baeza, arzobispo de Valladolid                                                                    | 1981               | 1987        |        |
|                 | Elías Yanes Álvarez, arzobispo de Zaragoza                                                                      | 1987               | 1993        |        |
|                 | Fernando Sebastián Aguilar, arzobispo de Pamplona y Tudela                                                      | 1993               | 1999        |        |
|                 | Ricard Maria Carles Gordó, cardenal arzobispo de Barcelona                                                      | 1999               | 2002        |        |
|                 | Fernando Sebastián Aguilar, arzobispo de Pamplona y Tudela                                                      | 2002               | 2005        |        |
|                 | Antonio Cañizares Llovera, cardenal arzobispo de Toledo                                                         | 2005               | 2008        |        |
|                 | Ricardo Blázquez Pérez, obispo de Bilbao (1995-2010) y arzobispo de Valladolid (2010-2022)                      | 2008               | 2014        |        |
|                 | Carlos Osoro Sierra, arzobispo de Madrid                                                                        | 2014               | 2017        |        |
|                 | Antonio Cañizares Llovera, cardenal arzobispo de Valencia                                                       | 2017               | 2020        |        |
|                 | Carlos Osoro Sierra, cardenal arzobispo de Madrid                                                               | 2020               | 2024        |        |
|                 | José Cobo Cano, cardenal arzobispo de Madrid                                                                    | 2024               | En el cargo |        |

### Secretarios generales
| Secretarios generales |                                                                                     |       |             |        |
| Foto                  | Obispo                                                                              | Desde | Hasta       | Escudo |
|                       | José Guerra Campos, obispo titular de Mutia y auxiliar de Madrid-Alcalá             | 1966  | 1972        |        |
|                       | Elías Yanes Álvarez, obispo titular de Mulli y auxiliar de Oviedo                   | 1972  | 1977        |        |
|                       | Jesús Iribarren Rodríguez, presbítero incardinado en la diócesis de Vitoria         | 1977  | 1982        |        |
|                       | Fernando Sebastián Aguilar, obispo de León                                          | 1982  | 1988        |        |
|                       | Agustín García-Gasco Vicente, obispo titular de Nona y auxiliar de Madrid-Alcalá    | 1988  | 1993        |        |
|                       | José Sánchez González, obispo de Sigüenza-Guadalajara                               | 1993  | 1998        |        |
|                       | Juan José Asenjo Pelegrina, obispo titular de Iziriana y auxiliar de Toledo         | 1998  | 2003        |        |
|                       | Juan Antonio Martínez Camino, obispo titular de Bigastro y auxiliar de Madrid       | 2003  | 2013        |        |
|                       | José María Gil Tamayo, presbítero incardinado en la archidiócesis de Mérida-Badajoz | 2013  | 2018        |        |
|                       | Luis Javier Argüello García, obispo titular de Ipagro y auxiliar de Valladolid      | 2018  | 2022        |        |
|                       | Francisco César García Magán, obispo titular de Scebatiana y auxiliar de Toledo     | 2022  | En el cargo |        |

### Comisión Ejecutiva (2024-2028)
Tras la Asamblea Plenaria celebrada entre los días 4 y 8 de marzo de 2024, en las votaciones celebradas, se constituyó la siguiente Comisión Ejecutiva:
| Comisión ejecutiva |      |                                                         |        |
| Cargo              | Foto | Obispo                                                  | Escudo |
| Presidente         |      | Luis Argüello García, arzobispo de Valladolid           |        |
| Vicepresidente     |      | José Cobo Cano, cardenal arzobispo de Madrid            |        |
| Secretario general |      | Francisco César García Magán, obispo auxiliar de Toledo |        |
| Miembros           |      |                                                         |        |
| Miembro electo     |      | Ginés García Beltrán, obispo de Getafe                  |        |
| Miembro electo     |      | Jesús Sanz Montes, OFM, arzobispo de Oviedo             |        |
| Miembro electo     |      | Mario Iceta Gavicagogeascoa, arzobispo de Burgos        |        |
| Miembro electo     |      | Enrique Benavent Vidal, arzobispo de Valencia           |        |
| Miembro electo     |      | José Ángel Saiz Meneses, arzobispo de Sevilla           |        |
| Miembro electo     |      | José María Gil Tamayo, arzobispo de Granada             |        |

### Comisión Permanente
La Comisión Permanente está compuesta por los miembros del Comité Ejecutivo, los presidentes de las comisiones que son los siguientes, el arzobispo castrense y los arzobispos metropolitanos que no sean presidentes de comisión episcopal:
| Comisión Permanente (2024-2028)                                                       |      |                                                                                   |        |
| Cargo                                                                                 | Foto | Miembro                                                                           | Escudo |
| Presidente                                                                            |      | Luis Argüello García, arzobispo de Valladolid                                     |        |
| Vicepresidente                                                                        |      | José Cobo Cano, cardenal arzobispo de Madrid                                      |        |
| Secretario general                                                                    |      | Francisco César García Magán, obispo auxiliar de Toledo (desde noviembre de 2022) |        |
| Miembro electo del Comité ejecutivo                                                   |      | Ginés García Beltrán, obispo de Getafe                                            |        |
| Miembro electo de la Comisión ejecutiva                                               |      | Jesús Sanz Montes, OFM, arzobispo de Oviedo                                       |        |
| Miembro electo de la Comisión ejecutiva                                               |      | Mario Iceta Gavicagogeascoa, arzobispo de Burgos                                  |        |
| Miembro electo de la Comisión ejecutiva                                               |      | Enrique Benavent Vidal, arzobispo de Valencia                                     |        |
| Miembro electo de la Comisión ejecutiva                                               |      | Josep Àngel Saiz Meneses, arzobispo de Sevilla                                    |        |
| Miembro electo de la Comisión ejecutiva                                               |      | José María Gil Tamayo, arzobispo de Granada                                       |        |
| Presidente de la Comisión Episcopal para el Clero y Seminarios                        |      | Jesús Pulido Arriero, obispo de Coria-Cáceres                                     |        |
| Presidente de la Comisión Episcopal para las Comunicaciones Sociales                  |      | José Manuel Lorca Planes, obispo de Cartagena                                     |        |
| Presidente de la Comisión Episcopal para la Doctrina de la Fe                         |      | Francisco Conesa Ferrer, obispo de Solsona                                        |        |
| Presidente de la Comisión Episcopal para la Educación y Cultura                       |      | Alfonso Carrasco Rouco, obispo de Lugo                                            |        |
| Presidente de la Comisión Episcopal para la Evangelización, Catequesis y Catecumenado |      | José Rico Pavés, obispo de Asidonia-Jerez                                         |        |
| Presidente de la Comisión Episcopal para los Laicos, Familia y Vida                   |      | Carlos Escribano Subías, arzobispo de Zaragoza                                    |        |
| Presidente de la Comisión Episcopal para la Liturgia                                  |      | José Leonardo Lemos Montanet, obispo de Orense                                    |        |
| Presidente de la Comisión Episcopal para las Misiones y Cooperación con las Iglesias  |      | Joseba Segura Etxezarraga, obispo de Bilbao                                       |        |
| Presidente de la Comisión Episcopal para la Pastoral Social y Promoción Humana        |      | Jesús Fernández González, obispo de Astorga                                       |        |
| Presidente de la Comisión Episcopal para la Vida Consagrada                           |      | Luis Ángel de las Heras Berzal, CMF, obispo de León                               |        |
| Arzobispo metropolitano de Barcelona                                                  |      | Juan José Omella Omella, cardenal arzobispo de Barcelona                          |        |
| Arzobispo metropolitano de Mérida-Badajoz                                             |      | Celso Morga Iruzubieta, arzobispo de Mérida-Badajoz                               |        |
| Arzobispo metropolitano de Tarragona                                                  |      | Joan Planellas Barnosell, arzobispo de Tarragona                                  |        |
| Arzobispo metropolitano de Toledo                                                     |      | Francisco Cerro Chaves, arzobispo de Toledo                                       |        |
| Arzobispo castrense                                                                   |      | Juan Antonio Aznárez Cobo, arzobispo castrense                                    |        |
| Arzobispo metropolitano de Santiago de Compostela                                     |      | Francisco José Prieto Fernández, arzobispo de Santiago de Compostela              |        |
| Arzobispo metropolitano de Pamplona y Tudela                                          |      | Florencio Roselló Avellanas, O. de M., arzobispo de Pamplona y obispo de Tudela   |        |

| Presidentes de las Comisiones Episcopales y de las Subcomisiones Episcopales para el cuatrienio 2024-2028 |      |                                                                           |        |
| Cargo | Foto | Miembro                                                                   | Escudo |
| Presidente de la Comisión Episcopal para la Doctrina de la Fe                                             |      | Francisco Conesa Ferrer, obispo de Solsona (Primer cuatrienio)            |        |
| Presidente de la Comisión Episcopal para la Educación y Cultura                                           |      | Alfonso Carrasco Rouco, obispo de Lugo (Segundo cuatrienio)               |        |
| Presidente de la Comisión Episcopal para la Evangelización, Catequesis y Catecumenado                     |      | José Rico Pavés, obispo de Asidonia-Jerez (Primer cuatrienio)             |        |
| Presidente de la Comisión Episcopal para los Laicos, Familia y Vida                                       |      | Carlos Escribano Subías, arzobispo de Zaragoza (Segundo cuatrienio)       |        |
| Presidente de la Comisión Episcopal para la Liturgia                                                      |      | José Leonardo Lemos Montanet, obispo de Orense (Segundo cuatrienio)       |        |
| Presidente de la Comisión Episcopal para las Misiones y Cooperación con las Iglesias                      |      | Joseba Segura Etxezarraga, obispo de Bilbao (Primer cuatrienio)           |        |
| Presidente de la Comisión Episcopal para la Pastoral Social y Promoción Humana                            |      | Jesús Fernández González, obispo de Astorga (Primer cuatrienio)           |        |
| Presidente de la Comisión Episcopal para la Vida Consagrada                                               |      | Luis Ángel de las Heras Berzal, CMF, obispo de León (Segundo cuatrienio)  |        |
| Presidente de la Comisión Episcopal para el Clero y Seminarios                                            |      | Jesús Pulido Arriero, obispo de Coria-Cáceres (Primer cuatrienio)         |        |
| Presidente de la Comisión Episcopal para las Comunicaciones Sociales                                      |      | José Manuel Lorca Planes, obispo de Cartagena (Primer cuatrienio)         |        |
| Presidente de la Subcomisión Episcopal para la Acción Caritativa y Social                                 |      | Abilio Martínez Varea, obispo de Osma-Soria                               |        |
| Presidente de la Subcomisión Episcopal para la Familia y Defensa de la Vida                               |      | José Mazuelos Pérez, obispo de Canarias                                   |        |
| Presidente de la Subcomisión Episcopal para la Juventud e Infancia                                        |      | Arturo Pablo Ros Murgadas, obispo de Santander                            |        |
| Presidente de la Subcomisión Episcopal para las Migraciones y Movilidad Humana                            |      | Fernando García Cadiñanos, obispo de Mondoñedo-Ferrol                     |        |
| Presidente de la Subcomisión Episcopal para el Patrimonio Cultural                                        |      | Francisco José Prieto Fernández, arzobispo de Santiago de Compostela      |        |
| Presidente de la Subcomisión Episcopal para las Relaciones Interconfesionales y el Diálogo Interreligioso |      | Ramón Darío Valdivia Giménez, obispo auxiliar de Sevilla                  |        |
| Presidente de la Subcomisión Episcopal para los Seminarios                                                |      | Jesús Vidal Chamorro, obispo auxiliar de Madrid                           |        |
| Presidente de la Subcomisión Episcopal para las Universidades y la Cultura                                |      | Juan Antonio Martínez Camino, S.J., obispo auxiliar de Madrid             |        |
| Presidente del Consejo Episcopal de Asuntos Jurídicos                                                     |      | Casimiro López Llorente, obispo de Segorbe-Castellón (Segundo cuatrienio) |        |
| Presidente del Consejo Episcopal de Economía                                                              |      | Luis Argüello García, arzobispo de Valladolid                             |        |

## Calendario de la Conferencia Episcopal Española
El Calendario publicado anualmente por la Conferencia Episcopal Española (CEE) incluye las siguientes festividades:
- 9 de enero: San Eulogio de Córdoba, obispo – Memoria facultativa
- 20 de enero: Santos Fructuoso de Tarragona, obispo, y Augurio y Eulogio, diáconos, mártires – Memoria facultativa
- 22 de enero: San Vicente de Zaragoza, diácono y mártir – Memoria
- 23 de enero: San Ildefonso de Toledo, obispo – Memoria facultativa
- 14 de febrero: Santos Cirilo y Metodio, monje y obispo, Patronos de Europa – Fiesta
- 13 de abril: San Hermenegildo, mártir – Memoria facultativa
- 24 de abril: San Pedro de San José de Betancur, misionero – Memoria
- 26 de abril: San Isidoro de Sevilla, obispo y Doctor de la Iglesia – Fiesta
- 29 de abril: Santa Catalina de Siena, virgen y Doctora de la Iglesia, Patrona de Europa – Fiesta
- 10 de mayo: San Juan de Ávila, presbítero – Memoria
- 15 de mayo: San Isidro Labrador – Memoria
- 17 de mayo: San Pascual Bailón – Memoria opcional
- 22 de mayo: Santa Joaquina de Vedruna – Memoria opcional
- 30 de mayo: San Fernando Rey – Memoria opcional
- 9 de junio: San José de Anchieta, misionero – Memoria
- 15 de junio: Santa María Micaela del Santísimo Sacramento, virgen – Memoria facultativa
- 26 de junio: San Pelagio de Córdoba, mártir – Memoria facultativa
- 11 de julio: San Benito de Nursia, abad, Patrono de Europa – Fiesta
- 16 de julio: Nuestra Señora del Carmen – Memoria
- 23 de julio: Santa Brígida, religiosa, Patrona de Europa – Fiesta
- 25 de julio: Santiago el Mayor, apóstol, Patrono de España – Solemnidad
- 9 de agosto: Santa Teresa Benedicta de la Cruz, virgen y mártir, Patrona de Europa – Fiesta
- 19 de agosto: San Ezequiel Moreno, obispo – Memoria facultativa
- 26 de agosto: Santa Teresa de Jesús Jornet e Ibars, virgen – Memoria
- 24 de septiembre: Nuestra Señora de la Merced – Memoria opcional
- 3 de octubre: San Francisco de Borja, presbítero – Memoria facultativa
- 5 de octubre: Témporas de acción de gracias y de petición
- 8 de octubre: Santa Faustina Kowalska, virgen – Memoria facultativa trasladada
- 10 de octubre: Santo Tomás de Villanueva, obispo – Memoria facultativa
- 11 de octubre: Santa Soledad Torres Acosta, virgen – Memoria facultativa
- 12 de octubre: Nuestra Señora del Pilar – Fiesta
- 15 de octubre: Santa Teresa de Jesús, virgen y Doctora de la Iglesia – Fiesta
- 19 de octubre: San Pedro de Alcántara, presbítero – Memoria facultativa
- 24 de octubre: San Antonio María Claret, obispo – Memoria
- 6 de noviembre: Santos Pedro Poveda Castroverde e Inocencio de la Inmaculada Canoura Arnau, presbíteros, y compañeros, mártires - Memoria
- 13 de noviembre: San Leandro de Sevilla, obispo – Memoria facultativa
- 10 de diciembre: Santa Eulalia de Mérida, virgen y mártir – Memoria opcional
- 14 de diciembre: San Juan de la Cruz, Doctor de la Iglesia – Memoria
- Jueves después de Pentecostés: Jesucristo, Sumo y Eterno Sacerdote – Fiesta

## Accionariado
- Máxima accionista de Radio Popular S.A. (COPE y Cadena 100).
- Máxima accionista de Popular TV y Trece.